# Naar Hjertet staar i Brand
Naar Hjertet staar i Brand è un cortometraggio muto del 1912 diretto da Eduard Schnedler-Sørensen.

## Produzione
Il film fu prodotto dalla Nordisk Film Kompagni.

## Distribuzione
La Great Northern Film Company importò la pellicola negli Stati Uniti dove il film - che uscì in sala il 20 gennaio 1920 - fu distribuito dalla Motion Picture Distributors and Sales Company con il titolo A Summer Flirtation.
Distribuito in Danimarca dalla Nordisk Film Kompagni, fu presentato in prima al Biograf-Theatret il 23 gennaio 1912.